# Diecezja Bouar
Diecezja Bouar (łac. Diœcesis Buarensis) – diecezja rzymskokatolicka w Republice Środkowoafrykańskiej. Diecezja została erygowana 27 lutego 1978, z wydzielonego terytorium diecezji Berbérati.

## Główne świątynie
- Katedra: Katedra Maryi Matki Kościoła w Bouar

## Biskupi diecezjalni
- Armando Umberto Gianni OFM Cap (1978–2017)
- Mirosław Gucwa (od 2018)